# Фосфат неодима(III)
Фосфат неодима(III) — неорганическое соединение, 
соль металла неодима и ортофосфорной кислоты
с формулой NdPO4,
кристаллы,
не растворяется в воде,
образует кристаллогидрат.

## Получение
- Прокаливание оксида неодима с гидрофосфатом аммония:

{\displaystyle {\mathsf {Nd_{2}O_{3}+2(NH_{4})_{2}HPO_{4}\ {\xrightarrow {950^{o}C}}\ 2NdPO_{4}+4NH_{3}+3H_{2}O}}}

## Физические свойства
Фосфат неодима(III) образует бесцветные кристаллы двух модификаций:
- моноклинная сингония, пространственная группа P 21/n, параметры ячейки a = 0,672 нм, b = 0,693 нм, c = 0,637 нм, β = 103,47°, Z = 4;
- гексагональная сингония, пространственная группа P 622, параметры ячейки a = 0,698 нм, c = 0,634 нм, Z = ≈4.

Не растворяется в воде.
Образует кристаллогидрат состава NdPO4•2H2O.